# Surovo
Surovo (del ruso: Сурово) es un jútor del raión de Krasnoarméiskaya, en el sur de Rusia. Está situado en orilla derecha del Kubán, en su delta, allá donde surge su distributario por la derecha Protoka, frente a Léninski, 20 km al sur de Poltávskaya y 63 km al noroeste de Krasnodar, la capital del krai. Tenía 59 habitantes en 2010
Pertenece al municipio Trudobelikovskoye.